# Тунегова
Тунегова — деревня в Пермском крае России. Входит в Александровский муниципальный округ..

## География
Деревня расположена в долине реки Игум (левый приток реки Яйва).

## История
С 2004 до 2019 гг. входила в  Всеволодо-Вильвенское городское поселение Александровского муниципального района.

## Население
| 2010 |
| ---- |
| 0    |

## Инфраструктура
Личное подсобное хозяйство.

## Транспорт
Просёлочная дорога.

## Топографические карты
- Лист карты O-40-31. Масштаб: 1 : 100 000. Состояние местности на 1982 год. Издание 1987 г.